# Combarbalá
Combarbalá este un oraș și comună din provincia Limarí, regiunea Coquimbo, Chile, cu o populație de 13.605 locuitori (2012) și o suprafață de 1895,9 km2.